# Кокоурово (Тверская область)
Кокоурово — деревня в Кимрском районе Тверской области. Входит в состав Устиновского сельского поселения.

## География
Находится в юго-восточной части Тверской области на расстоянии приблизительно 20 км на север по прямой от районного центра города Кимры на правом берегу реки Малая Пудица.

## История
Известна была с 1628 года как деревня из 3 дворов, владение степенного ключника Кормового дворца Тимофея Лихачева. В 1859 году здесь (деревня Корчевского уезда Тверской губернии) было учтено 18 дворов, в 1887 — 29.

## Население
Численность населения: 142 человека (1859 год), 145 (1887), 6 (русские 100 %) 2002 году, 6 в 2010.